# Metropolija Saint-Boniface
Metropolija Saint-Boniface je rimskokatoliška metropolija s sedežem v Saint-Bonifaceju (Kanada); ustanovljena je bila leta 1871.
Metropolija zajema le nadškofijo Saint-Boniface.

## Metropoliti
- Alexander-Antonine Taché (22. september 1871-22. junij 1894)
- Louis Philip Adélard Langevin (8. januar 1895-15. junij 1915)
- Arthur Béliveau (9. november 1915-14. september 1955)
- Maurice Baudoux (14. september 1955-7. september 1974)
- Antoine Hacault (7. september 1974-13. april 2000)
- Émilius Goulet (23. junij 2001-danes)